# ماییم و می و مطرب و این کنج خراب
رباعی با مطلع «ماییم و می و مطرب و این کنجِ خراب» ششمین رباعی از رباعیات خیام به تصحیح محمد علی فروغی و قاسم غنی می‌باشد. خیام در این رباعی بیان می‌کند که با می و مطرب در کناری خوش به سر می‌برم، جان و روحم با شراب آمیخته شده است، از عذاب آخرت و رحمت الهی هیچ باکی ندارم و از تمام عالم رستگار و بی نیازم. آرش قاسمی و گروه موسیقی میراث نیز در آلبوم «خیام و میرزا عبدالله» این رباعی را به همراه رباعی «ماییم که اصل شادی و کان غمیم» اجرا کرده است.

## رباعی
ماییم و می و مطرب و این کنجِ خراب
جان و دل و جام و جامه پر دُرد شراب
فارغ ز امیدِ رحمت و بیمِ عذاب
آزاد ز خاک و باد و از آتش و آب

## درون‌مایه
رباعی ۶– خاک و باد و آب و آتش چهار عنصرند که به‌عقیدهٔ قُدما جهان از آن ساخته شده است و جمع کردن آنها در شعر از صنایع بدیعی به‌شمار می‌رود که آنها را مراعات نظیر گویند و شعرا بسیار بکار می‌برند. خیّام به صنایع شعری اعتنایی ندارد و این از خصایص و محسنات اوست و به همین دلیل می‌توان تشکیک کرد که این رباعی از او باشد؛ خاصّه اینکه مضمون رباعی هم از معانی نیست که خیام همواره پرورده است. ولیکن می‌توان گفت اینجا این صنعت بی‌تکلّف است و مراد اینست که به چهار عنصر یعنی به عالم طبیعت و دنیا اعتنا نداریم.